# 胡文霍普斯湖

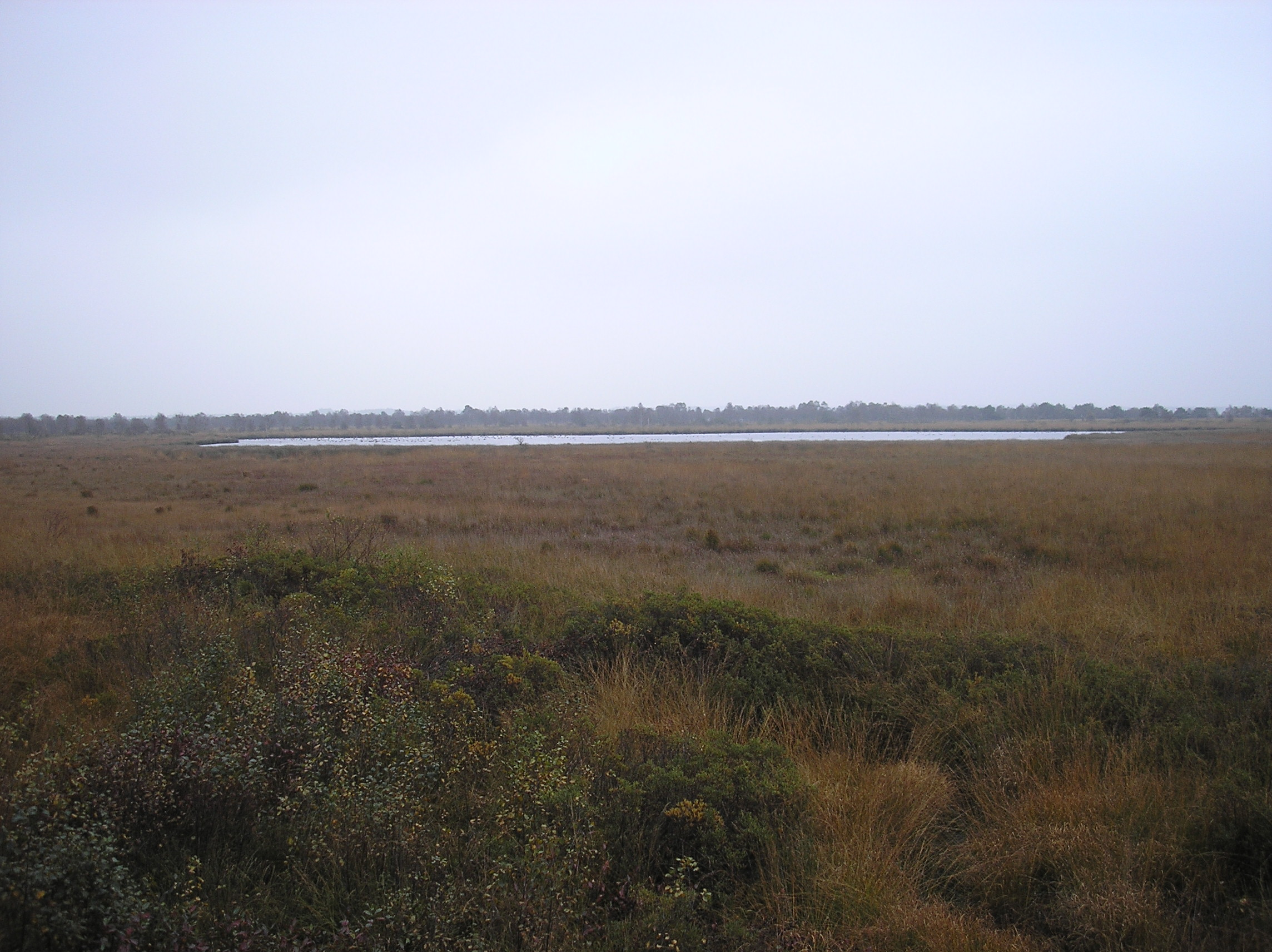

53°22′27″N 9°6′13″E / 53.37417°N 9.10361°E
胡文霍普斯湖（德語：Huvenhoopssee），是德國的湖泊，位於該國西北部，由下薩克森州負責管轄，處於羅滕堡縣，長0.25公里、寬0.2公里，面積0.04平方公里，海拔高度7米。